# Personenverkehr

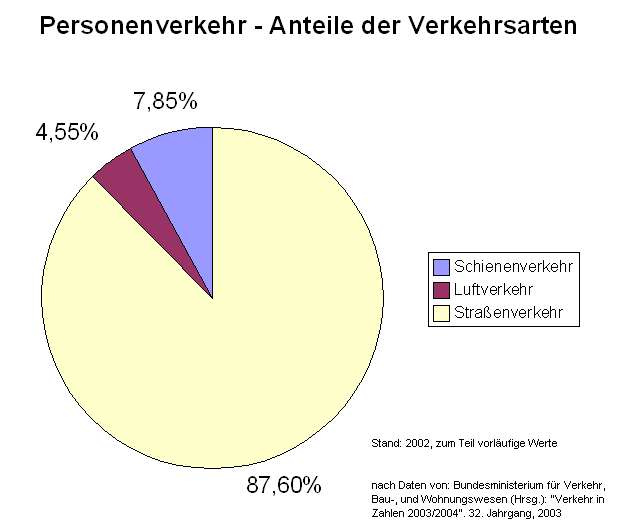
Aufteilung der Verkehrsleistung im Personenverkehr in Deutschland auf die Verkehrsträger: Straße (Gelb), Schiene (Blau), Luftverkehr (Rot)

Personenverkehr (oder Personenbeförderung) ist der Transport von Personen oder Passagieren durch Transportmittel zur Ortsveränderung. Pendant ist der Güterverkehr.

## Voraussetzungen
Der Personenverkehr hat technische, technologische, organisatorische und ökonomische Voraussetzungen (u. a. Bahnhöfe, Beförderungsbedingungen, Beförderungstarife, Fahr- und Flugpläne, Flughäfen, Häfen, Haltestellen, Transportmittel und sonstige Verkehrsinfrastruktur).

## Arten
Unterschieden werden kann der Personenverkehr insbesondere durch:
- Fahrtzweck: Personenverkehr zum Zwecke der Produktion oder des Verbrauchs von Gütern und Dienstleistungen (z. B. Dienst- und Geschäftsreisen; Wirtschaftsverkehr), den Berufspendlern (Berufsverkehr) und dem Einkaufsverkehr steht der Freizeitverkehr (Freunde besuchen, Kino, Theater usw.) gegenüber;
- die Zugangsmöglichkeit: öffentlicher Verkehr (ÖV) und Individualverkehr (IV);
- dem Trägermedium: Die Personenbeförderung erfolgt zu Lande als Landverkehr (öffentlicher Personennahverkehr: Omnibusse, Taxi; Schienenverkehr: Personenzüge, Schienenbusse, Straßenbahnen, Zahnradbahnen), zu Wasser als Wasserverkehr (Binnenschifffahrt: Fähren, Personenschiffe; Seeschifffahrt: Passagierschiffe, Kreuzfahrtschiffe) und in der Luft als Luftverkehr (Passagierluftfahrt).[2]
- das Transportmittel: Flugverkehr (Passagierflugzeug) und Schiffsverkehr (hier auch Passagierverkehr genannt), Schienenverkehr, Straßenverkehr;
- die Entfernung: Nahverkehr und Fernverkehr.

Der öffentliche Verkehr ist für alle zugänglich und unterliegt einer gesetzlichen Beförderungspflicht, während der Individualverkehr mit eigenen Transportmitteln durchgeführt wird und nur individuell zur Verfügung steht.

## Rechtsfragen
Der Personenbeförderung liegt zivilrechtlich ein Beförderungsvertrag zugrunde, der nach § 631 BGB ein Werkvertrag ist. Das Transportunternehmen schuldet deshalb dem Kunden als Beförderungsleistung den Transport zum vereinbarten Zielort.
Öffentliches Recht liegt dem Personenbeförderungsgesetz (PBefG) zugrunde, das für die gewerbsmäßige Personenbeförderung im Linien- und Gelegenheitsverkehr mit Straßenbahnen, Oberleitungsomnibussen („Obussen“) und Kraftfahrzeugen gemäß § 2 PBefG eine Genehmigungspflicht vorsieht. Als Öffentlicher Personennahverkehr bezeichnet § 8 Abs. 1 PBefG die „allgemein zugängliche Beförderung von Personen mit Straßenbahnen, Obussen und Kraftfahrzeugen im Linienverkehr, die überwiegend dazu bestimmt sind, die Verkehrsnachfrage im Stadt-, Vorort- oder Regionalverkehr zu befriedigen.“ Das ist dem Gesetz nach im Zweifel der Fall, wenn in der Mehrzahl der Beförderungsfälle eines Transportmittels die gesamte Reiseweite 50 Kilometer oder die gesamte Fahrzeit eine Stunde nicht übersteigt. Zum öffentlichen Personennahverkehr gehören auch Taxen oder Mietwagen, wenn sie obige Transportmittel ersetzen, ergänzen oder verdichten (§ 8 Abs. 2 PBefG).

## Wirtschaftliche Aspekte
Der öffentliche Personennahverkehr (ÖPNV; Schweiz: Regionaler Personenverkehr, RPV) ist hierbei noch am weitesten differenziert: zu ihm werden in Deutschland der Schienenpersonennahverkehr (SPNV; insbesondere der Regional-Express, die Regionalbahn und die S-Bahn) und der Straßenpersonennahverkehr (ÖSPV; insbesondere die U-Bahn, die Stadtbahn, die Straßenbahn, der Oberleitungsbus und der Linienbus) gerechnet.
Die von öffentlichen Verkehrsmitteln beförderten Personen werden im Eisenbahn- und Busverkehr als Fahrgäste oder Reisende bezeichnet, in der Luft- und Seefahrt wird von Passagieren gesprochen.
Die Verkehrsleistung im Personenverkehr wird mit der betriebswirtschaftlichen Kennzahl der Personenkilometer gemessen und nahm europaweit von den frühen 1990er Jahren bis Anfang des neuen Jahrtausends um nahezu 20 % zu. Eine weitere Kennzahl ist der Belegungsgrad, der im Dienstleistungssektor eine wichtige Rolle spielt, weil auch Transportunternehmen eine hohe Personalintensität aufweisen. Deshalb nehmen hier die Personalkosten den höchsten Anteil an den Gesamtkosten oder Umsatzerlösen ein. Um die Gewinnschwelle zu erreichen, ist meist ein hoher, über 60 % liegender Belegungsgrad erforderlich. Der optimale Belegungsgrad wird bei knapp 100 % liegen (Vollbelegung), Unterbelegung besteht häufig bei weniger als 70 %.